# Haplodrassus vastus
Haplodrassus vastus är en spindelart som först beskrevs av Hu 1989.  Haplodrassus vastus ingår i släktet Haplodrassus och familjen plattbuksspindlar. Inga underarter finns listade i Catalogue of Life.